# Max Véronneau
Maximilian "Max" Véronneau, född 12 december 1995, är en kanadensisk professionell ishockeyforward som spelar för Leksand IF i SHL. Han har tidigare spelat för Princeton Tigers (Princeton University) i National Collegiate Athletic Association (NCAA), Ottawa Senators i NHL och IK Oskarshamn i SHL.
Véronneau blev aldrig draftad.
Max Véronneau värvades under säsongen 2020/2021 till IK Oskarshamn sedan flera forwards blivit skadade och spelade 25 matcher innan säsongen avslutades i förtid på grund av Covid-19-pandemin. Inför säsongen 2021/2022 skrev Véronneau ett kontrakt om två år med Leksands IF, vilket under hösten 2021 förlängdes med ytterligare ett år. Med 34 mål på 51 spelade matcher vann Véronneau skytteligan och hans 60 poäng räckte till en andraplats i poängligan bakom Frölundas Ryan Lasch. Efter säsongen belönades Véronneau även med Guldhjälmen, priset till SHLs mest värdefulle spelare.

## Statistik
| 2012–2013   | Ottawa Jr. Canadiens | EOJHL       | 40  | 24 | 35 | 59  | 8  | 18 | 13 | 14 | 27 | 0 |
|             | Gloucester Rangers   | CCHL        | 4   | 1  | 2  | 3   | 0  | —  | —  | —  | —  | — |
| 2013–2014   | Gloucester Rangers   | CCHL        | 61  | 41 | 39 | 80  | 10 | —  | —  | —  | —  | — |
| 2014–2015   | Gloucester Rangers   | CCHL        | 27  | 14 | 22 | 36  | 6  | 6  | 3  | 1  | 4  | 0 |
| 2015–2016   | Princeton Tigers     | NCAA        | 30  | 11 | 6  | 17  | 2  | —  | —  | —  | —  | — |
| 2016–2017   | Princeton Tigers     | NCAA        | 33  | 11 | 24 | 35  | 4  | —  | —  | —  | —  | — |
| 2017–2018   | Princeton Tigers     | NCAA        | 36  | 17 | 38 | 55  | 12 | —  | —  | —  | —  | — |
| 2018–2019   | Ottawa Senators      | NHL         | 1   | 0  | 0  | 0   | 0  | —  | —  | —  | —  | — |
|             | Princeton Tigers     | NCAA        | 31  | 13 | 24 | 37  | 2  | —  | —  | —  | —  | — |
| NHL totalt  | NHL totalt           | NHL totalt  | 1   | 0  | 0  | 0   | 0  | —  | —  | —  | —  | — |
| NCAA totalt | NCAA totalt          | NCAA totalt | 130 | 52 | 92 | 144 | 20 | —  | —  | —  | —  | — |